# Boxe aux Jeux olympiques d'été de 2020 - Poids super-lourds hommes
Navigation
Rio 2016 Paris 2024
L'épreuve masculine de boxe des poids super-lourds (+91 kg) des Jeux olympiques de 2020 de Tokyo se déroule au Ryōgoku Kokugikan du 24 juillet au 8 août 2021.

## Calendrier
- Tours préliminaires
- Quart de finale
- Demi-finale
- Finale

| Épreuve↓/Date →             | Sam. 24 | Dim. 25 | Lun. 26 | Mar. 27 | Mer. 28 | Jeu. 29 | Ven. 30 | Sam. 31 | Dim. 1 | Lun. 2 | Mar. 3 | Mer. 4 | Jeu. 5 | Ven. 6 | Sam. 7 | Dim. 8 |
| --------------------------- | ------- | ------- | ------- | ------- | ------- | ------- | ------- | ------- | ------ | ------ | ------ | ------ | ------ | ------ | ------ | ------ |
| Hommes                      |         |         |         |         |         |         |         |         |        |        |        |        |        |        |        |        |
| Poids super-lourds (+91 kg) | 16e     |         |         |         |         | 8e      |         |         | ¼      |        |        | ½      |        |        |        | F      |

## Médaillés
| Or               | Argent         | Bronze                             |
| Bakhodir Jalolov | Richard Torrez | Frazer Clarke Kamshybek Kunkabayev |

## Résultats

### Phase finale
Boxeur professionnel, Bakhodir Jalolov remporte le tournoi aux points et est le dernier boxeur couronné des Jeux de Tokyo,. Premier boxeur d’Ouzbékistan à remporter un titre olympique en boxe, il ne perd aucun point dans le tournoi, battant tous ses adversaires sur le score de 5 à 0 ou par KO comme en demi-finale contre Frazer Clarke. Coupé au-dessus de l’œil droit en demi-finale, le Britannique Clarke est arrêté par l’arbitre dans le troisième et dernier round ; il remporte une médaille de bronze.
|  | Demi-finales         | Demi-finales   |   |      | Finale | Finale |
|  |                      |                |   |      |        |        |
|  |                      |                |   |      |        |        |
|  |                      |                |   |      |        |        |
|  | Bakhodir Jalolov     | TKO3           |   |      |        |        |
|  | Bakhodir Jalolov     | TKO3           |   |      |        |        |
|  | Frazer Clarke        |                |   |      |        |        |
|  | Bakhodir Jalolov     | 5              |   |      |        |        |
|  | Bakhodir Jalolov     | 5              |   |      |        |        |
|  |                      | Richard Torrez | 0 |      |        |        |
|  | Richard Torrez       | Richard Torrez | 0 | TKO3 |        |        |
|  | Richard Torrez       |                |   | TKO3 |        |        |
|  | Kamshybek Kunkabayev |                |   |      |        |        |
|  |                      |                |   |      |        |        |

### Premiers tours

#### Première partie
Premier boxeur indien à se qualifier pour le tournoi olympique des super-lourds hommes en boxe anglaise, Satish Kumar est battu en quart de finale par le champion du monde 2019 et no 1 en titre, Bakhodir Jalolov. Nettement dominé, Kumar reçoit treize points de suture après le combat, sept à la mâchoire et six au front.
Vainqueur de Siyovush Zukhurov au premier tour, Mourad Aliev est éliminé en quart de finale par le Britannique Frazer Clarke à la suite d'une disqualification controversée par l'arbitre pour des chocs de tête,. Jugeant la décision comme « un vol », le boxeur décide de rester sur le ring 45 minutes après la fin du combat en signe de protestation.
|  | Seizièmes de finale | Seizièmes de finale | Seizièmes de finale |  |  | Huitièmes de finale | Huitièmes de finale | Huitièmes de finale |      |                  | Quarts de finale | Quarts de finale | Quarts de finale |  |  | Demi-finales | Demi-finales | Demi-finales |
|  |                     |                     |                     |  |  |                     |                     |                     |      |                  |                  |                  |                  |  |  |              |              |              |
|  |                     |                     |                     |  |  |                     |                     |                     |      |                  |                  |                  |                  |  |  |              |              |              |
|  |                     |                     |                     |  |  | Bakhodir Jalolov    | Bakhodir Jalolov    | 5                   |      |                  |                  |                  |                  |  |  |              |              |              |
|  | Mahammad Abdullayev | Mahammad Abdullayev | 3                   |  |  | Mahammad Abdullayev | Mahammad Abdullayev | 0                   |      |                  |                  |                  |                  |  |  |              |              |              |
|  | Danis Latypov       | Danis Latypov       | 1                   |  |  |                     |                     |                     |      | Bakhodir Jalolov | Bakhodir Jalolov | 5                |                  |  |  |              |              |              |
|  |                     |                     |                     |  |  |                     | Satish Kumar        | Satish Kumar        | 0    |                  |                  |                  |                  |  |  |              |              |              |
|  |                     |                     |                     |  |  | Satish Kumar        | Satish Kumar        | 4                   |      |                  |                  |                  |                  |  |  |              |              |              |
|  |                     |                     |                     |  |  | Ricardo Brown       | Ricardo Brown       | 1                   |      |                  |                  |                  |                  |  |  |              |              |              |
|  |                     |                     |                     |  |  |                     |                     |                     |      |                  | Bakhodir Jalolov | Bakhodir Jalolov | TKO3             |  |  |              |              |              |
|  |                     |                     |                     |  |  |                     | Frazer Clarke       |                     |      |                  |                  |                  |                  |  |  |              |              |              |
|  |                     |                     |                     |  |  | Tsotne Rogava       | Tsotne Rogava       | 1                   |      |                  |                  |                  |                  |  |  |              |              |              |
|  |                     |                     |                     |  |  | Frazer Clarke       | Frazer Clarke       | 4                   |      |                  |                  |                  |                  |  |  |              |              |              |
|  |                     |                     |                     |  |  |                     |                     |                     |      | Frazer Clarke    |                  |                  |                  |  |  |              |              |              |
|  |                     |                     |                     |  |  |                     | Mourad Aliev        | Mourad Aliev        | DSQ. |                  |                  |                  |                  |  |  |              |              |              |
|  |                     |                     |                     |  |  | Siyovush Zukhurov   | Siyovush Zukhurov   | 0                   |      |                  |                  |                  |                  |  |  |              |              |              |
|  |                     |                     |                     |  |  | Mourad Aliev        | Mourad Aliev        | 5                   |      |                  |                  |                  |                  |  |  |              |              |              |
|  |                     |                     |                     |  |  |                     |                     |                     |      |                  |                  |                  |                  |  |  |              |              |              |

#### Deuxième partie
|  | Huitièmes de finale  | Huitièmes de finale  | Huitièmes de finale |  |  | Quarts de finale     | Quarts de finale     | Quarts de finale     |  |                | Demi-finales   | Demi-finales | Demi-finales |
|  |                      |                      |                     |  |  |                      |                      |                      |  |                |                |              |              |
|  | Richard Torrez       | Richard Torrez       | 5                   |  |  |                      |                      |                      |  |                |                |              |              |
|  | Chouaib Bouloudinat  | Chouaib Bouloudinat  | 0                   |  |  | Richard Torrez       | Richard Torrez       | 4                    |  |                |                |              |              |
|  | Dainier Peró         | Dainier Peró         | 5                   |  |  | Dainier Peró         | Dainier Peró         | 1                    |  |                |                |              |              |
|  | Cristian Salcedo     | Cristian Salcedo     | 0                   |  |  |                      |                      |                      |  | Richard Torrez | Richard Torrez | TKO3         |              |
|  | Ivan Veriasov        | Ivan Veriasov        | 5                   |  |  |                      | Kamshybek Kunkabayev | Kamshybek Kunkabayev |  |                |                |              |              |
|  | Maxime Yegnong       | Maxime Yegnong       | 0                   |  |  | Ivan Veriasov        | Ivan Veriasov        | 1                    |  |                |                |              |              |
|  | Yousry Hafez         | Yousry Hafez         | 0                   |  |  | Kamshybek Kunkabayev | Kamshybek Kunkabayev | 4                    |  |                |                |              |              |
|  | Kamshybek Kunkabayev | Kamshybek Kunkabayev | 5                   |  |  |                      |                      |                      |  |                |                |              |              |
|  |                      |                      |                     |  |  |                      |                      |                      |  |                |                |              |              |
|  |                      |                      |                     |  |  |                      |                      |                      |  |                |                |              |              |